# Moinho de vento (dança)

Moinhos de vento esfaqueados em transição para um giro para trás.

O moinho de vento, no inglês windmill (abreviado mill) é um movimento de dança acrobático giratório, presente no break dance e ginástica artística, onde o executante (breaker: b-boy ou b-girl) rola o torso continuamente em um caminho circular no chão, apoiado na parte superior do corpo (tórax, ombros, costas), enquanto gira as pernas em forma de V pelo ar.
Esta técnica é creditada a Crazy Legs do grupo Rock Steady Crew do Bronx (Nova Iotque), criado acidentalmente quando ele ultrapassou a posição da cadeira congelada entrando em um giro contínuo para trás .  A partir de então, tornou-se um movimento amplamente popular. Possivelmente inspirado em um chute de Kung Fu no chão nos filmes de Bruce Lee.
O registro do movimento na ginástica artística foi realizado por uma dupla francesa de acrobatas "Les Mathurins", em uma edição do programa de televisão do Reino Unido "Sunday Night" no London Palladium, transmitido  em novembro de 1957.

## Descrição
O giro das pernas é semelhante ao giro de uma bússola  nas mãos; o impulso criado por esse movimento giratório dá ao dançarino a maior parte da força. A posição e o movimento da perna são elementos usados em vários outros powermoves, o que torna o moinho de vento um movimento essencial ao iniciante.
O moinho de vento básico pode ser "esfaqueado" ou "não esfaqueado". A técnica de dança da facada/stab ajuda a manter os quadris elevados, auxiliando no impulso e na execução do movimento; especialmente durante a primeira rotação. Infelizmente, ele diminui o movimento quando vários moinhos de vento contínuos são executados, pois um "re-stab" deve ser feito antes do moinho de vento subsequente, reduzindo assim a fluidez do movimento. É recomendado, usar a facada para iniciar o moinho de vento, e deve retirar o esfaqueamento nas rotações subsequentes (às vezes chamado de "moinho de antebraço"). A maioria dos dançarinos experientes usam uma coindrop para contornar o movimento de "punhalada" enquanto usa o impulso descendente para deslizar diretamente do antebraço para o ombro e para as costas enquanto gira as pernas na forma de V. Quanto mais próximo de uma separação de 180 graus, maior a possibilidade de um desempenho geral mais rápido e limpo.

## Variações
Existem muitas variações de Power Windmills, alguns dos mais populares, incluindo:
- Nutcrackers quebranozes - Moinhos de vento executados com as mãos colocadas sobre a virilha.
- Barrels barris - Mãos e ombros arredondados na frente do corpo como se estivessem abraçando um barril no peito.
- Bellymills - O disjuntor não gira das costas para a cabeça ou os braços, mas para o peito e abdômen.
- Handcuffs algemas - Mãos unidas atrás das costas e depois
- Coffins caixões - Mãos cruzadas sobre o peito/97];
- Confusões - Mãos colocadas sobre as orelhas com os cotovelos estendidos para fora.
- Eggbeaters - Mãos colocadas nos quadris.
- Tombstones lápides /Frankensteins - Mãos e pernas estendidas em linha reta na frente do corpo.
- Babymills/Munchmills - Pernas cruzadas e próximas ao corpo, braços geralmente em posição de barril.
- Grab Millz - O menino / menina agarra a perna que não chuta e puxa-a para mais perto de seu corpo para que fique em uma posição dobrada enquanto executa moinhos de vento.
- Lótus - O moinho de vento é feito com as pernas dobradas em posição de lótus.
- Tap mills torneira - Uma das pernas é batida no chão durante o pivô da cabeça.
- Halos duplos/sem mão - Usando a cabeça para elevação, mantendo o ângulo adequado de um moinho de vento, duas rotações são executadas antes que as costas toquem o chão. Tornado popular por BBoys MN Joe (KH Cali) e Jamal (Predatorz)

### Power Windmill
Moinhos de vento executados sem o uso das mãos geralmente girando usando a cabeça como ponto de pivô; resulta em uma rotação muito mais rápida. Como os moinhos de vento liberam o uso das mãos, existem muitas variações correspondentes à localização das mãos.

### Halo
O halo é um movimento semelhante aos headmills e air tracks/air-flares. O Icey Ice da cidade de Nova Iorque é creditado por fazer esse movimento.  Onde a cabeça do executante fica em contato constante com o chão em um ângulo de 45 graus, e o corpo gira em torno da cabeça de tal forma que o ponto de contato com o solo traça um padrão de auréola ao redor da calvária . Nenhuma outra parte do corpo toca o chão, exceto as mãos que são brevemente empregadas no ponto em que a testa está voltada para baixo. Eles podem proteger o rosto, estabilizar a rotação ou empurrar para ganhar impulso.
Halos são frequentemente lançados de moinhos de vento porque os dois compartilham muitas semelhanças, além do moinho de vento ser mais fácil. Halos podem ser executados com as pernas balançando relativamente perto do chão, ou podem se tornar cada vez mais verticais até se aproximarem de uma cabeçada . No entanto, existem diferenças distintas em que os halos empregam as mãos para uma parte da rotação, o ponto de contato muda e o movimento de balanço das pernas permanece crítico na geração de impulso. Os halos são executados muito mais acima do solo do que o típico moinho de vento, mas mais abaixo do que a pista de ar/flare de ar, descrito abaixo, que tem um movimento semelhante, mas tem as mãos em contato com o solo em vez da cabeça.

### AirTrack
O Air-track é ainda mais extremo, e eles são considerados um movimento separado. Um Air Track é basicamente um halo ou headtrack no ar. Você usa apenas as mãos e pula de mão em mão em um movimento circular. Há controvérsia sobre se este movimento é diferente do Air Flare . Alguns dizem que os Air Tracks têm o corpo viajando apenas no eixo X, enquanto com um Air Flare o corpo viaja nos eixos X e Y. Outros afirmam que os movimentos são um e o mesmo, e que a diferença de nome é meramente baseada na história evolutiva dos movimentos.